# Liste der Kulturdenkmale in Oranienbaum
Die Liste der Kulturdenkmale in Oranienbaum enthält die Kulturdenkmale des Landesamtes für Denkmalpflege und Archäologie in Sachsen-Anhalt in der Ortschaft Oranienbaum der Gemeinde Oranienbaum-Wörlitz und ist eine Teilliste der Liste der Kulturdenkmale in Oranienbaum-Wörlitz. Grundlage ist das Denkmalverzeichnis des Landes Sachsen-Anhalt, das auf Basis des Denkmalschutzgesetzes des Landes Sachsen-Anhalt, welches am 21. Oktober 1991 durch das Landesamt erstellt und seither laufend ergänzt wurde (Stand: 31. Dezember 2024).

## Kulturdenkmale
| Lage | Bezeichnung                              | Beschreibung | Erfassungs- nummer | Ausweisungsart                                | Bild                                     |
| --- | ---------------------------------------- | --- | ------------------ | --------------------------------------------- | ---------------------------------------- |
| nordwestlich von Brandhorst über Kapengraben (Karte) | Brücke                                   | Brücke | 094 40515          | Baudenkmal                                    | Brücke                                   |
| über Schrotemühlenbach nordöstlich von Brandhorst (Karte) | Brücke                                   | Brücke | 094 40533          | Baudenkmal                                    | Brücke                                   |
| südliche Gemeindegrenze Brandhorst, an der Verbindungsstraße Oranienbaum - Wörlitz (B 107), an der westlichen Bebauungsgrenze zu Oranienbaum (Karte) | Feld                                     | | 094 40680          | Baudenkmal                                    | Feld                                     |
| nördlich des Kapengrabens, östlich der Verbindungsstraße Oranienbaum - Griesen, südlich des Kovensteiggrabens, westlich der Gemeindegrenze Oranienbaum - Kakau (Karte) | Feld                                     | | 094 40681          | Baudenkmal                                    | Feld                                     |
| südlich und östlich der Verbindungsstraße Oranienbaum - Kakau (L 133), nördlich der Bebauungsgrenze Oranienbaum, westlich der Gemeindegrenze Oranienbaum, Brandhorst und Kakau (Karte) | Feld                                     | | 094 40682          | Baudenkmal                                    | Feld                                     |
| südlich des Kapengrabens, westlich der B107 in Richtung Griesen (Karte) | Gedenkstein                              | Prinzenstein | 094 40425          | Baudenkmal                                    | Gedenkstein                              |
| östlicher Stadtrand am Grenzgraben, hinter Grundstück Fronte 14a, in unmittelbarer Nähe von Stein Nummer 83 (Karte) | Grenzstein 82                            | Grenzstein Grenzmarkierung zwischen dem Herzogtum Anhalt und dem Königreich Preußen aus der Zeit nach 1863                                                                        | 094 40197          | Baudenkmal                                    | Grenzstein 82                            |
| östlich des Stadtrandes am Grenzgraben in Höhe des Grundstückes Fronte Nummer 4 (Karte) | Grenzstein                               | Grenzstein | 094 40400          | Baudenkmal                                    | Grenzstein                               |
| am Grenzgraben östlich des Stadtrandes, nördlich der Goltewitzer Straße (Karte) | Grenzstein 83                            | Grenzstein in der Zeit zwischen 1815 und 1863 aufgestellter Stein zur Markierung der Grenze zwischen Anhalt-Dessau und Preußen                                                    | 094 40434          | Baudenkmal                                    | Grenzstein 83                            |
| östlich der Brückmühle, auf der Wiese hinter dem Mühlgraben (Karte) | Grenzstein                               | Grenzstein | 094 40446          | Baudenkmal                                    | BW                                       |
| nördlich Oranienbaum, ab Überquerung B 107 in westlicher Richtung verlaufend und in den Löbben fließend (Karte) | Kapengraben                              | Kanal | 094 40650          | Baudenkmal                                    | Weitere Bilder                           |
| südlich der Ortslage Oranienbaum, östlich der B 107 (Karte) | Wohnhaus                                 | Brückmühle | 094 40553          | Baudenkmal                                    | Wohnhaus                                 |
| L 131 Ortsausgang Rehsen Richtung Seegrehna, Abzweig Selbitz (Karte) | Allee                                    | Allee Der Denkmalbereich zu dem die Allee gehört, ist unter der Erfassungsnummer 094 40715 in Dessau-Roßlau eingetragen.                                                          | 094 40715 009      | Teilobjekt eines Denkmalbereichs - Baudenkmal | Weitere Bilder                           |
| B 107 zwischen Oranienbaum und Griesen | Allee                                    | Allee Der Denkmalbereich zu dem die Allee gehört, ist unter der Erfassungsnummer 094 40715 in Dessau-Roßlau eingetragen. Die Allee verläuft auch durch die Gemarkung von Griesen. | 094 40715 012      | Teilobjekt eines Denkmalbereichs - Baudenkmal |                                          |
| Dessauer Straße, westlich vom Schloß (Karte) | Allee                                    | Allee Der Denkmalbereich zu dem die Allee gehört, ist unter der Erfassungsnummer 094 40715 in Dessau-Roßlau eingetragen. Die Allee verläuft auch durch die Gemarkung von Griesen. | 094 40715 021      | Teilobjekt eines Denkmalbereichs - Baudenkmal | Weitere Bilder                           |
| Am Krähenberg 3 (Karte) | Villa                                    | Villa | 094 40265          | Baudenkmal                                    | Villa                                    |
| Antoinettenstraße 1, 2, 3, 4, 5, 6, 22, 23, 24, 25, 26, 27, Brauerstraße 14, 15, 15a, 15b, 16, 16a, 17, 17a, 17b, 17c, 18, 19, 20, 20a, 21, 21a, Dessauer Straße 35, 36, 37, 38, 39, 40, 41, 42, 42a, 43, 44, Feldgasse 1, 2, 2a, 3, 3a, 4, Försterstraße 1, 2, 4, 5, 6, 6a, 7, 8, 9, 10, 11, 12, 13, 14, 15, 16, 17, 18, 19, 20, 22, Franzstraße 1, 2, 2a, 3, 3a, 4, 5, 9, 10, 11, 12, 13, 14, 15, 16, 17, Friedrich-Graf-Straße 2, 3, 4, 5, 7, 8, 8a, 9, 9a, 10, 10a, 11, 12, 13, 14, Friedrichstraße 1, 2, 3, 4, 5, 6, 6a, 7, 8, 9, 10, 11, 12, 12a, 13, 14, 14a, 15, 16, 17, 18, Fronte 1, 2, 3, 4, 5, 6, 7, 8, 9, 10, 11, 12, 12a, 13, 14, 14a, 15, 16, 16a, 17, 18, Fronte 1, 2, 3, 4, 5, 6, 7, 8, 9, 10, 11, 12, 12a, 13, 14, 14a, 15, 16, 16a, 17, 18, Kleine Kirche 1, Kirchstraße 12, 13, 14, 15, 19, 20, 21, 22, 23, 24, 25, 26, 27, 28, 29, 38, 39, 40, Leopold-Bürkner-Straße 1, 2, 3, 4, 5, 6, 7, 8, 8a, 9, 10, 11, 11a, 12, 13, 14, 15, 16, 17, 18, 19, Leopoldstraße 1, 2, 3, 4, 5, 6, 7, 8, 9, 9a, 10, 10a, 10b, 10c, 11, 12, 13, 14, 15, 15a, Marktstraße 3, 3a, 4, 4a, 4b, 5, 6, 6a, 6b, 7, 7a, 8, 8a, 9, 9b, 10, 11, 11a, 12, 13, Mittelstraße 13a, 14, 14a, 15, 15a, 16, 17, 17a, 18, 18a, 19, 19a, Rüddigerstraße 1, 2, 3, 4, 5, 6, 7, 8, 10, 11, 11a, 11b, 11c, 11d, 12, 13, 14, 15, 16, 17, Schlossstraße 1, 1a, 2, 3, 4, 5, 6, 6a, 8, 9, 10, 11, 12, 13, 14, 15, 16, 18, 19, 20, 21, Sollnitzer Straße 1, 2, 3 | Stadterweiterung                         | Stadterweiterung Teilobjekt des unter Dessau-Roßlau eingetragenen Gartenreichs Dessau-Wörlitz.                                                                                    | 094 40615 013      | Teilobjekt eines Denkmalbereichs              |                                          |
| Bahnhofstraße 1 (Karte) | Bahnhof                                  | | 094 40339          | Baudenkmal                                    | Bahnhof                                  |
| Brauerstraße 1 (Karte) | Wohnhaus                                 | Wohnhaus | 094 40368          | Baudenkmal                                    | Wohnhaus                                 |
| Brauerstraße 1, 1a, 2, 3, 4, 5, 6, 7, 8, 9, 10, 11, 12, 13, 23, 23a, 24, 25, 26, 28, 29, Försterstraße 21, 23, 25, 27, 29, 29a, 31, 33, 35, 37, 39, 41, 43, Friedrich-Graf-Straße 14a, 15, 16, 17, 18, 19, 20, 21, 22, 23, 24, 25, Henriettenstraße 5, 6, 7, 8, 9, 10, 11, 12, 13, 14, Kirchstraße 30, 31, 32, 32a, 33, 34, 35, 36, 37, Markt 2, 2a, 2b, 3, 4, 5, 5a, 6, 7, 8, 9, 10, 11, 12, 13, 14, 15, 16, 17, 18, 19, Marktstraße 1, 2, 14, Mittelstraße 1, 2, 3, 4, 5, 6, 7, 8, 9, 10, 12, 12a, 13, 20, 21, 22, 23, 24, 25, 26, 27, Schlossstraße 50, 51, 52, 53, 54, 55, 56, 57, 58, 59, 60, 61, 62, 63 (Karte) | Altstadt                                 | Altstadt Teilobjekt des unter Dessau-Roßlau eingetragenen Gartenreichs Dessau-Wörlitz.                                                                                            | 094 40615 012      | Teilobjekt eines Denkmalbereichs              | Altstadt                                 |
| Brauerstraße 14 a (Karte) | Wohn- und Geschäftshaus Brauerstraße 14a | Wohn- und Geschäftshaus Gebäude mit Elementen des Jugendstils aus der Zeit un 1905/1910                                                                                           | 094 40196          | Baudenkmal                                    | Wohn- und Geschäftshaus Brauerstraße 14a |
| Brauerstraße 25 (Karte) | Ackerbürgerhaus                          | Ackerbürgerhaus | 094 40193          | Baudenkmal                                    | Ackerbürgerhaus                          |
| Brauerstraße 26 (Karte) | Zigarrenfabrik Märker & Kraft            | Villa 1895 für einen Tabakfabrikanten errichtete Villa, heute als Pfarrhaus genutzt                                                                                               | 094 40365          | Baudenkmal                                    | Weitere Bilder                           |
| Brauerstraße 26 (Karte) | Zigarrenfabrik Märker & Kraft            | Fabrik um 1890 errichtetes Fabrikgebäude | 094 40365 001      | Teilobjekt eines Baudenkmals                  | Weitere Bilder                           |
| Brauerstraße 28 (Karte) | Wohnhaus Brauerstraße 28                 | Wohnhaus zweigeschossiges Eckgebäude aus dem Jahr 1895 im Stil der Gründerzeit in Anlehnung an den Klassizismus                                                                   | 094 40366          | Baudenkmal                                    | Wohnhaus Brauerstraße 28                 |
| Brauerstraße 29 (Karte) | Apotheke Oranienbaum                     | Apotheke eingeschossiger Ziegelbau aus dem Jahr 1895, ehemals als Apotheke genutzt                                                                                                | 094 40367          | Baudenkmal                                    | Apotheke Oranienbaum                     |
| Dessauer Straße auf dem Grünstreifen gegenüber der Orangerie | Distanzstein                             | Distanzstein | 094 40383          | Baudenkmal                                    |                                          |
| Dessauer Straße am Straßenrand zwischen den Häusern 9 und 10 (Karte) | Distanzstein                             | Distanzstein | 094 40441          | Baudenkmal                                    | Weitere Bilder                           |
| Dessauer Straße gegenüber der Orangerie (Karte) | Völkerschlachtdenkmal von Oranienbaum    | Gedenkstein | 094 40429          | Baudenkmal                                    | Weitere Bilder                           |
| Dessauer Straße 2 (Karte) | Villa                                    | Villa | 094 40423          | Baudenkmal                                    | Villa                                    |
| Dessauer Straße 27 (Karte) | Wohnhaus                                 | | 094 40477          | Baudenkmal                                    | Wohnhaus                                 |
| Dessauer Straße 30 (Karte) | Villa                                    | | 094 40427          | Baudenkmal                                    | Villa                                    |
| Dessauer Straße 35 (Karte) | Wohnhaus                                 | | 094 40452          | Baudenkmal                                    | Wohnhaus                                 |
| Dessauer Straße 37 (Karte) | Villa                                    | | 094 40450          | Baudenkmal                                    | Villa                                    |
| Dessauer Straße 38 (Karte) | Villa                                    | | 094 40431          | Baudenkmal                                    | Villa                                    |
| Dessauer Straße 39 (Karte) | Villa                                    | | 094 40432          | Baudenkmal                                    | Villa                                    |
| Dessauer Straße 44 (Karte) | Wohnhaus                                 | | 094 40443          | Baudenkmal                                    | Wohnhaus                                 |
| Dessauer Straße 45 (Karte) | Zollhaus                                 | Zollhaus 1928 im Stil des Neoklassizismus errichtetes zweigeschossiges Gebäude | 094 40442          | Baudenkmal                                    | Zollhaus                                 |
| Eisenbahnstraße 1 (Karte) | Bahnhof Oranienbaum                      | Bahnhof Der Bahnhof gehört als Teilobjekt zur in Dessau-Roßlau unter 094 40717 eingetragenen Eisenbahnanlage.                                                                     | 094 40717 002      | Teilobjekt eines Baudenkmals                  | Weitere Bilder                           |
| Eisenbahnstraße 1, 1a (Karte) | Empfangsgebäude                          | Empfangsgebäude Das Objekt gehört als Teilobjekt zur in Dessau-Roßlau unter 094 40717 eingetragenen Eisenbahnanlage.                                                              | 094 40717 002 001  | Teilobjekt eines Baudenkmals                  | Weitere Bilder                           |
| Eisenbahnstraße 1 (Karte) | Toilettenhaus                            | Toilettenhaus Das Objekt gehört als Teilobjekt zur in Dessau-Roßlau unter 094 40717 eingetragenen Eisenbahnanlage.                                                                | 094 40717 002 002  | Teilobjekt eines Baudenkmals                  | Weitere Bilder                           |
| Eisenbahnstraße 1 (Karte) | Fernmeldeanlage                          | Fernmeldeanlage Das Objekt gehört als Teilobjekt zur in Dessau-Roßlau unter 094 40717 eingetragenen Eisenbahnanlage.                                                              | 094 40717 002 003  | Teilobjekt eines Baudenkmals                  | Weitere Bilder                           |
| Franzstraße 1 (Karte) | Kurhaus                                  | Kurhaus | 094 40421          | Baudenkmal                                    | Kurhaus                                  |
| Franzstraße 12, 13 (Karte) | Wohnhaus                                 | Wohnhaus | 094 40444          | Baudenkmal                                    | Wohnhaus                                 |
| Friedrichstraße 6 (Karte) | Wohnhaus                                 | Wohnhaus | 094 40665          | Baudenkmal                                    | Wohnhaus                                 |
| Friedrichstraße 14 a (Karte) | Wohnhaus                                 | | 094 40409          | Baudenkmal                                    | Wohnhaus                                 |
| Friedrichstraße 15 (Karte) | Wohnhaus                                 | | 094 40411          | Baudenkmal                                    | Wohnhaus                                 |
| Friedrichstraße 18 (Karte) | Wohnhaus                                 | | 094 40399          | Baudenkmal                                    | Wohnhaus                                 |
| Friedrichstraße 6 a (Karte) | Zollhaus                                 | | 094 40451          | Baudenkmal                                    | Zollhaus                                 |
| Fronte 18 (Karte) | Wohnhaus                                 | | 094 40376          | Baudenkmal                                    | Wohnhaus                                 |
| Försterstraße 4 (Karte) | Wohnhaus                                 | | 094 40198          | Baudenkmal                                    | Wohnhaus                                 |
| Försterstraße 5 (Karte) | Wohnhaus                                 | | 094 40445          | Baudenkmal                                    | Wohnhaus                                 |
| Försterstraße 20 (Karte) | Brauhaus                                 | | 094 40341          | Baudenkmal                                    | Brauhaus                                 |
| Försterstraße 23 (Karte) | Wohnhaus                                 | Wohnhaus Rektorhaus | 094 40315          | Baudenkmal                                    | Wohnhaus                                 |
| Försterstraße 23 | Wirtschaftsgebäude                       | Wirtschaftsgebäude | 094 40315 001      | Teilobjekt eines Baudenkmals                  |                                          |
| Försterstraße 27 (Karte) | Wohn- und Geschäftshaus                  | Wohn- und Geschäftshaus | 094 40346          | Baudenkmal                                    | Wohn- und Geschäftshaus                  |
| Försterstraße 28 (Karte) | Ackerbürgerhaus                          | | 094 40349          | Baudenkmal                                    | Ackerbürgerhaus                          |
| Försterstraße 29 (Karte) | Ackerbürgerhaus                          | | 094 40348          | Baudenkmal                                    | Ackerbürgerhaus                          |
| Försterstraße 31 (Karte) | Wohnhaus                                 | | 094 40350          | Baudenkmal                                    | Wohnhaus                                 |
| Försterstraße 33 (Karte) | Wohnhaus                                 | | 094 40351          | Baudenkmal                                    | Wohnhaus                                 |
| Försterstraße 37 (Karte) | Kaplanei                                 | | 094 40380          | Baudenkmal                                    | Kaplanei                                 |
| Försterstraße 43 (Karte) | Ackerbürgerhof                           | | 094 40382          | Baudenkmal                                    | Ackerbürgerhof                           |
| Försterstraße 48 (Karte) | Wohnhaus                                 | | 094 40381          | Baudenkmal                                    | Wohnhaus                                 |
| Försterstraße Ecke Feldgasse Flurstück 458/2 (Karte) | Kirche                                   | Katholische Christkönig-Kirche, von 1957 bis 1960 erbaut | 107 80004          | Baudenkmal                                    | Weitere Bilder                           |
| Henriettenstraße 15 (Karte) | Wohnhaus                                 | | 094 40377          | Baudenkmal                                    | Wohnhaus                                 |
| Henriettenstraße 32 (Karte) | Wohnhaus                                 | | 094 40378          | Baudenkmal                                    | Wohnhaus                                 |
| Henriettenstraße 33 (Karte) | Ackerbürgerhof                           | | 094 40379          | Baudenkmal                                    | Ackerbürgerhof                           |
| Henriettenstraße 50 (Karte) | Wohnhaus                                 | | 094 40417          | Baudenkmal                                    | Wohnhaus                                 |
| Henriettenstraße 51 (Karte) | Wohnhaus                                 | | 094 40418          | Baudenkmal                                    | Wohnhaus                                 |
| Kirchstraße (Karte) | Stadtkirche                              | Kirche | 094 40415          | Baudenkmal                                    | Weitere Bilder                           |
| Kirchstraße 12 (Karte) | Bäckerei                                 | Bäckerei | 094 40364          | Baudenkmal                                    | Bäckerei                                 |
| Kirchstraße 34 (Karte) | Wohnhaus                                 | | 094 40402          | Baudenkmal                                    | Wohnhaus                                 |
| Kirchstraße 51 (Karte) | Wohnhaus                                 | | 094 40401          | Baudenkmal                                    | Wohnhaus                                 |
| Kleine Kirche 1 (Karte) | Kleine Kirche                            | Kirche | 094 40395          | Baudenkmal                                    | Weitere Bilder                           |
| Margaretenhof 1 (Karte) | Margaretenhof                            | Wirtschaftshof | 094 40375          | Baudenkmal                                    | Margaretenhof                            |
| Marienstraße 42 (Karte) | Heilstätte Herzogin Maria                | Sanatorium | 094 40340          | Baudenkmal                                    | Heilstätte Herzogin Maria                |
| Markt (Karte) | Oraniermonument                          | Denkmal Ende des 17./Anfang des 18. Jahrhunderts errichtetes Monument im Stil des Barocks                                                                                         | 094 40405          | Baudenkmal                                    | Weitere Bilder                           |
| Markt neben Wasserpumpe | Distanzstein                             | Distanzstein | 094 40397          | Baudenkmal                                    |                                          |
| Markt 1 (Karte) | Gasthof                                  | Gasthof Goldenes Horn | 094 40386          | Baudenkmal                                    | Gasthof                                  |
| Markt 2 (Karte) | Wohnhaus                                 | | 094 40384          | Baudenkmal                                    | Wohnhaus                                 |
| Markt 8 (Karte) | Ackerbürgerhaus                          | | 094 40407          | Baudenkmal                                    | Ackerbürgerhaus                          |
| Markt 11 (Karte) | Pfarrhof                                 | | 094 40404          | Baudenkmal                                    | Pfarrhof                                 |
| Markt 13 (Karte) | Stift                                    | | 094 40293          | Baudenkmal                                    | Stift                                    |
| Markt 17 (Karte) | Wohnhaus                                 | | 094 40389          | Baudenkmal                                    | Wohnhaus                                 |
| Markt 19 (Karte) | Handwerkerhof                            | Handwerkerhof | 094 40388          | Baudenkmal                                    | Handwerkerhof                            |
| Markt 19 | Brennofen                                | Brennofen | 094 40388 001      | Teilobjekt eines Baudenkmals                  |                                          |
| Markt 2 a (Karte) | Wohnhaus                                 | | 094 40390          | Baudenkmal                                    | Wohnhaus                                 |
| Markt 2 b (Karte) | Wohnhaus                                 | | 094 40385          | Baudenkmal                                    | Wohnhaus                                 |
| Markt 21 (Karte) | Handwerkerhof                            | | 094 40387          | Baudenkmal                                    | Handwerkerhof                            |
| Markt 23 (Karte) | Gasthof                                  | Gasthof Goldener Hirsch | 094 40355          | Baudenkmal                                    | Gasthof                                  |
| Markt 9, 10 (Karte) | Wohnhaus                                 | | 094 40406          | Baudenkmal                                    | Wohnhaus                                 |
| Marktstraße vor dem straßenseitigen Wirtschaftsgebäude von Markt 11 (Karte) | Distanzstein                             | | 094 40398          | Baudenkmal                                    | Distanzstein                             |
| Marktstraße 1 (Karte) | Wohnhaus                                 | | 094 40353          | Baudenkmal                                    | Wohnhaus                                 |
| Marktstraße 2 (Karte) | Ackerbürgerhaus                          | | 094 40352          | Baudenkmal                                    | Ackerbürgerhaus                          |
| Marktstraße 3 (Karte) | Gerichtsgebäude                          | | 094 40316          | Baudenkmal                                    | Gerichtsgebäude                          |
| Marktstraße 11 (Karte) | Ackerbürgerhof                           | Ackerbürgerhof | 094 40343          | Baudenkmal                                    | Ackerbürgerhof                           |
| Marktstraße 11 | Fabrik                                   | Fabrik | 094 40343 001      | Teilobjekt eines Baudenkmals                  |                                          |
| Marktstraße 11 | Taubenhaus                               | Taubenhaus | 094 40343 002      | Teilobjekt eines Baudenkmals                  |                                          |
| Marktstraße 13 (Karte) | Ackerbürgerhof                           | Ackerbürgerhof | 094 40356          | Baudenkmal                                    | Ackerbürgerhof                           |
| Marktstraße 4 a (Karte) | Wohnhaus                                 | | 094 40354          | Baudenkmal                                    | Wohnhaus                                 |
| Mittelstraße 9 (Karte) | Ackerbürgerhaus                          | | 094 40345          | Baudenkmal                                    | Ackerbürgerhaus                          |
| Mittelstraße 7, 8 (Karte) | Fabrik                                   | | 094 40344          | Baudenkmal                                    | Fabrik                                   |
| Nordstraße 1 (Karte) | Polizeihaus                              | | 094 40342          | Baudenkmal                                    | Polizeihaus                              |
| Oranienbaumer Chaussee nördliche Straßenseite in Richtung Dessau (Karte) | Distanzstein                             | | 094 40416          | Baudenkmal                                    | Distanzstein                             |
| Oranienbaumer Chaussee (Karte) | Forsthaus Kapen                          | Forsthaus | 094 40713          | Baudenkmal                                    | Forsthaus Kapen                          |
| Rüddigerstraße 19 (Karte) | Wohnhaus                                 | Wohnhaus | 094 40419          | Baudenkmal                                    | Wohnhaus                                 |
| Rüddigerstraße 20 (Karte) | Wohnhaus                                 | Wohnhaus | 094 40703          | Baudenkmal                                    | Wohnhaus                                 |
| Schloßstraße (Karte) | Schloss Oranienbaum                      | Schloss | 094 40414          | Baudenkmal                                    | Weitere Bilder                           |
| Gartenreich Dessau-Wörlitz (Karte) | Schlosspark Oranienbaum                  | Park | 094 40414 001      | Teilobjekt eines Baudenkmals                  | Schlosspark Oranienbaum                  |
| im Schlosspark Oranienbaum (Karte) | Orangerie Schloss Oranienbaum            | Orangerie | 094 40414 002      | Teilobjekt eines Baudenkmals                  | Weitere Bilder                           |
| im Schlosspark Oranienbaum (Karte) | Gartenhaus                               | Gartenhaus | 094 40414 003      | Teilobjekt eines Baudenkmals                  | Weitere Bilder                           |
| im Schlosspark Oranienbaum (Karte) | Pagode                                   | Pagode | 094 40414 004      | Teilobjekt eines Baudenkmals                  | Weitere Bilder                           |
| Schloßstraße, Eingang Ehrenhof Schloss Oranienbaum (Karte) | Brücke                                   | Brücke | 094 40414 005      | Teilobjekt eines Baudenkmals                  | Weitere Bilder                           |
| Schlosspark Oranienbaum | Brücke                                   | Brücke | 094 40414 006      | Teilobjekt eines Baudenkmals                  |                                          |
| im Schlosspark Oranienbaum | Brücke                                   | Brücke | 094 40414 007      | Teilobjekt eines Baudenkmals                  |                                          |
| im Schlosspark Oranienbaum | Brücke                                   | Brücke | 094 40414 008      | Teilobjekt eines Baudenkmals                  |                                          |
| im Schlosspark Oranienbaum | Brücke                                   | Brücke | 094 40414 009      | Teilobjekt eines Baudenkmals                  |                                          |
| Koordinaten fehlen! Hilf mit. | Brücke                                   | Brücke | 094 40414 010      | Teilobjekt eines Baudenkmals                  |                                          |
| im Schlosspark, Ostrand des ~Chinesischen Gartens~ | Brücke                                   | Brücke | 094 40414 011      | Teilobjekt eines Baudenkmals                  |                                          |
| im Schlosspark, am Rande des ~chinesischen Gartens~ | Brücke                                   | Brücke | 094 40414 012      | Teilobjekt eines Baudenkmals                  |                                          |
| östlich des Schlosses Oranienbaum | Vase                                     | Vase | 094 40414 013      | Teilobjekt eines Baudenkmals - Kleindenkmal   |                                          |
| Schlosspark Oranienbaum, nördlich der Orangerie (Karte) | Gärtnerei                                | Gärtnerei langgestrecktes Fachwerkhaus aus der Zeit um 1790 mit Krüppelwalmdach                                                                                                   | 094 40414 014      | Teilobjekt eines Baudenkmal                   | Gärtnerei                                |
| Schlosspark Oranienbaum | Brunnen                                  | Brunnen | 094 40414 015      | Teilobjekt eines Baudenkmals                  | Brunnen                                  |
| Chinesischer Garten, Westrand | Gartenbauwerk                            | Gartenbauwerk | 094 40414 016      | Teilobjekt eines Baudenkmals                  |                                          |
| Nähe der Gärtnerei (Karte) | Umtopfturm                               | Turm | 094 40414 017      | Teilobjekt eines Baudenkmal                   | Umtopfturm                               |
| Schloßstraße 4 (Karte) | Wohnhaus                                 | Wohnhaus | 094 40393          | Baudenkmal                                    | Wohnhaus                                 |
| Schloßstraße 8 (Karte) | Schule                                   | Schule | 094 40403          | Baudenkmal                                    | Schule                                   |
| Schloßstraße 9 (Karte) | Fabrik                                   | Zigarrenfabrik | 094 40372          | Baudenkmal                                    | Fabrik                                   |
| Schloßstraße 12 (Karte) | Handwerkerhof                            | Handwerkerhof | 094 40371          | Baudenkmal                                    | Handwerkerhof                            |
| Schloßstraße 13 (Karte) | Handwerkerhof Schloßstraße 13            | Handwerkerhof eingeschossiger, traufständiger Bau aus der Zeit um 1870/1880 in spätklassizistischer Gestaltung                                                                    | 094 40370          | Baudenkmal                                    | Handwerkerhof Schloßstraße 13            |
| Schloßstraße 39 (Karte) | Wohnhaus                                 | Wohnhaus | 094 40412          | Baudenkmal                                    | Wohnhaus                                 |
| Schloßstraße 40 (Karte) | Wohnhaus                                 | Wohnhaus | 094 40704          | Baudenkmal                                    | Wohnhaus                                 |
| Schloßstraße 53 (Karte) | Wohnhaus                                 | Wohnhaus | 094 40369          | Baudenkmal                                    | Wohnhaus                                 |
| Schloßstraße 56 (Karte) | Kaiserliches Postamt                     | Postamt zweigeschossiger Backsteinbau in Ecklage aus dem Jahr 1875 | 094 40357          | Baudenkmal                                    | Kaiserliches Postamt                     |
| Schloßstraße 59 (Karte) | Ackerbürgerhaus                          | Ackerbürgerhaus | 094 40358          | Baudenkmal                                    | Ackerbürgerhaus                          |
| Schloßstraße 60 (Karte) | Wohn- und Geschäftshaus                  | Wohn- und Geschäftshaus | 094 40374          | Baudenkmal                                    | Wohn- und Geschäftshaus                  |
| Schloßstraße 62 (Karte) | Ackerbürgerhaus                          | | 094 40373          | Baudenkmal                                    | Ackerbürgerhaus                          |
| Schloßstraße 71 (Karte) | Wohnhaus                                 | | 094 41282          | Baudenkmal                                    | Wohnhaus                                 |
| Schloßstraße 76 (Karte) | Wohnhaus                                 | | 094 40394          | Baudenkmal                                    | Wohnhaus                                 |
| Friedrich-Graf-Straße 4 (alt: Schulstraße 4) (Karte) | Handwerkerhaus                           | | 094 40396          | Baudenkmal                                    | Handwerkerhaus                           |
| Friedrich-Graf-Straße 5 (alt: Schulstraße 5) (Karte) | Ackerbürgerhaus                          | | 094 40361          | Baudenkmal                                    | Ackerbürgerhaus                          |
| Friedrich-Graf-Straße 9 (alt. Schulstraße 9) (Karte) | Wohnhaus                                 | | 094 40359          | Baudenkmal                                    | Wohnhaus                                 |
| Friedrich-Graf-Straße 20 (alt: Schulstraße 20) (Karte) | Handwerkerhof                            | | 094 40362          | Baudenkmal                                    | Handwerkerhof                            |
| Sollnitzer Straße 2 (Karte) | Villa                                    | | 094 40430          | Baudenkmal                                    | Villa                                    |
| Sollnitzer Straße 3 (Karte) | Villa                                    | | 094 40422          | Baudenkmal                                    | Villa                                    |
| Sollnitzer Straße 5 (Karte) | Villa                                    | | 094 40428          | Baudenkmal                                    | Villa                                    |

## Ehemalige Kulturdenkmale
Die nachfolgenden Objekte waren ursprünglich ebenfalls denkmalgeschützt oder wurden in der Literatur als Kulturdenkmale geführt. Die Denkmale bestehen heute jedoch nicht mehr, ihre Unterschutzstellung wurde aufgehoben oder sie werden nicht mehr als Denkmale betrachtet.
| Lage                                                 | Bezeichnung                             | Beschreibung | Erfassungs- nummer | Ausweisungsart | Bild                                    |
| ---------------------------------------------------- | --------------------------------------- | --- | ------------------ | -------------- | --------------------------------------- |
| Dessauer Straße                                      | Wiese                                   | Wiese Im Jahr 2021 nach einer Überprüfung der Denkmaleigenschaft aus dem Denkmalverzeichnis gestrichen.                                                                                    | 107 80013          | Baudenkmal     |                                         |
| Försterei 1                                          | Forsthof                                | Aufgrund einer Sicherungsverfügung der Bauaufsicht von 2015 abgerissen. Im Jahr 2015 erfolgte die Austragung aus dem Denkmalverzeichnis.                                                   | 094 40336          | Baudenkmal     |                                         |
| Friedrich-Graf-Straße 6 (alt: Schulstraße 6) (Karte) | Ackerbürgerhaus Friedrich-Graf-Straße 6 | Ackerbürgerhaus abgerissen, im Jahr 2021 unter Angabe der Kategorie Verfall, Abbruch aus bauordnungsrechtlichen Gründen, ungenehmigte Veränderungen aus dem Denkmalverzeichnis gestrichen. | 094 40360          | Baudenkmal     | Ackerbürgerhaus Friedrich-Graf-Straße 6 |
| Friedrichstraße 12a (Karte)                          | Wohnhaus Friedrichstraße 12a            | Wohnhaus Im Jahr 2021 unter Angabe der Kategorie Verfall, Abbruch aus bauordnungsrechtlichen Gründen, ungenehmigte Veränderungen aus dem Denkmalverzeichnis gestrichen.                    | 094 40410          | Baudenkmal     | Wohnhaus Friedrichstraße 12a            |
| Kirchstraße 18 (Karte)                               | Handwerkerhof                           | | 094 40363          | Baudenkmal     | Handwerkerhof                           |
| Markt Zugang westlich von Markt 22 (Karte)           | Gefängnis                               | Gefängnis Im Dezember 2022 abgerissen. 2024 erfolgte die Streichung aus dem Denkmalverzeichnis.                                                                                            | 094 40391          | Baudenkmal     | Gefängnis                               |
| Mittelstraße 12                                      | Wohnhaus                                | Wohnhaus | 094 40347          |                |                                         |
| Schloßstraße 7                                       | Wohnhaus                                | | 094 40392          |                |                                         |
| Schloßstraße 20                                      | Wohnhaus                                | | 094 40702          |                |                                         |

## Legende
In den Spalten befinden sich folgende Informationen:
- Lage: Nennt den Straßennamen und wenn vorhanden die Hausnummer des Kulturdenkmals. Die Grundsortierung der Liste erfolgt nach dieser Adresse. Der Link „Karte“ führt zu verschiedenen Kartendarstellungen und nennt die geographischen Koordinaten.
Link zu einem Kartenansichtstool, um Koordinaten zu setzen. In der Kartenansicht sind Baudenkmale ohne Koordinaten mit einem roten bzw. orangen Marker dargestellt und können in der Karte gesetzt werden. Baudenkmale ohne Bild sind mit einem blauen bzw. roten Marker gekennzeichnet, Baudenkmale mit Bild mit einem grünen bzw. orangen Marker.
- Offizielle Bezeichnung: Nennt den Namen, die Bezeichnung oder zumindest die Art des Kulturdenkmals und verlinkt, soweit vorhanden, auf den Artikel zum Objekt.
- Beschreibung: Nennt bauliche und geschichtliche Einzelheiten des Kulturdenkmals, vorzugsweise die Denkmaleigenschaften.
- Erfassungsnummer: Für jedes Kulturdenkmal wird in Sachsen-Anhalt eine 20stellige Erfassungsnummer vergeben. Die letzten zwölf Ziffern werden für die Untergliederung nach Teilobjekten genutzt und werden nur angegeben, soweit vergeben. In dieser Spalte kann sich folgendes Icon  befinden, dies führt zu Angaben zu diesem Baudenkmal bei Wikidata.
- Ausweisungsart: Die Einordnung des Denkmales nach § 2 Abs. 2 DenkmSchG LSA
- Bild: Ein Bild des Denkmales, und gegebenenfalls einen Link zu weiteren Fotos des Kulturdenkmals im Medienarchiv Wikimedia Commons. Wenn man auf das Kamerasymbol klickt, können Fotos zu Kulturdenkmalen aus dieser Liste hochgeladen werden: